# Paul Bécart de Granville et de Fonville
Pour les articles homonymes, voir Fonville.
Paul Bécart de Granville et de Fonville, né le 18 janvier 1695 à Québec et mort dans la même ville le 19 mars 1754, est un officier français qui servit dans les troupes de la Marine canadienne de la Nouvelle-France.

## Biographie
Paul Bécart de Granville et de Fonville est né à Québec le 18 janvier 1695. Il est le fils de Pierre Bécart de Granville, officier du régiment de Carignan-Salières et de Anne Macard.
Il a plusieurs frères et une sœur : Jean-Baptiste Bécart, Louis Bécart de Granville, Charles Bécart de Fonville (procureur du roi en Nouvelle-France et cartographe illustre), Marie-Anne Bécart et Pierre Bécart.
Paul Bécart de Granville et de Fonville entra dans les troupes de la Marine en 1712, devint aspirant en 1716, lieutenant en 1725 et capitaine en 1737.
En 1723, il reçoit la seigneurie de l'Île aux Grues de ses parents.
En 1743, sa réputation d'officier de valeur lui permit d'être nommé commandant du Fort Saint Frédéric en remplacement de son prédécesseur François-Antoine Pécaudy de Contrecœur.
En 1750, il obtint le titre de chevalier de l'Ordre de Saint-Louis.
Il meurt le 19 mars 1754, à Québec, sans héritier. S'éteint avec lui le nom de cette famille noble de la Nouvelle-France.